# Santana da Vargem
Santana da Vargem est une municipalité brésilienne de l'État du Minas Gerais et la microrégion de Varginha.